# Petropone petiolata
Petropone petiolata är en myrart som beskrevs av Gennady M. Dlussky 1967. Petropone petiolata ingår i släktet Petropone och familjen myror. Inga underarter finns listade i Catalogue of Life.